# Gran Premio di Svizzera
Il Gran Premio di Svizzera è una gara automobilistica che si è svolta dal 1934 al 1954 sul Circuito di Bremgarten, nei pressi di Berna, e nel 1982 sul Circuito di Digione, in Francia. 

## Storia
Dopo la tragedia della 24 Ore di Le Mans del 1955 la Svizzera aveva vietato le gare automobilistiche sul proprio territorio divieto che è poi stato abrogato nel 2022 dal Parlamento Svizzero; per tale ragione, dopo tale data, non si erano più svolte edizioni del gran premio, tranne quella del 1975 (non valida per il campionato) e quella del 1982 disputate però in Francia sul Circuito di Digione. La lunghezza del tracciato di Berna era di 7.280 m ed era uno dei tracciati più lunghi, pericolosi ed impegnativi del mondiale; nell'edizione del 1948 morirono il grande Achille Varzi, il tedesco Christian Kautz e il plurivittorioso motociclista Omobono Tenni. Juan Manuel Fangio vinse per ben due volte il gran premio a distanza di tre anni l'uno dall'altro, ma quello che ne vinse più di tutti fu Rudolf Caracciola (tre volte), che trionfò nel 1935, nel 1937 e nel 1938, curiosamente proprio negli stessi anni in cui vinse i suoi tre titoli di campione d'Europa (all'epoca il massimo titolo per i piloti da gran premi).

## Albo d'oro

### Gran Premi non validi per il campionato del mondo
Il colore rosa indica i gran premi disputati prima dell'istituzione del mondiale oppure extra-campionato.
| anno        | circuito      | pilota              | vettura       | resoconto     |
| ----------- | ------------- | ------------------- | ------------- | ------------- |
| 1934        | Bremgarten    | Hans Stuck          | Auto Union    | Resoconto     |
| 1935        | Bremgarten    | Rudolf Caracciola   | Mercedes-Benz | Resoconto     |
| 1936        | Bremgarten    | Bernd Rosemeyer     | Auto Union    | Resoconto     |
| 1937        | Bremgarten    | Rudolf Caracciola   | Mercedes      | Resoconto     |
| 1938        | Bremgarten    | Rudolf Caracciola   | Mercedes      | Resoconto     |
| 1939        | Bremgarten    | Hermann Lang        | Mercedes-Benz | Resoconto     |
| 1940 - 1946 | Non disputato | Non disputato       | Non disputato | Non disputato |
| 1947        | Bremgarten    | Jean-Pierre Wimille | Alfa Romeo    | Resoconto     |
| 1948        | Bremgarten    | Carlo Felice Trossi | Alfa Romeo    | Resoconto     |
| 1949        | Bremgarten    | Alberto Ascari      | Ferrari       | Resoconto     |

### Gran Premi validi per il campionato del mondo
| Anno        | Circuito      | Pilota             | Vettura       | Resoconto     |
| ----------- | ------------- | ------------------ | ------------- | ------------- |
| 1950        | Bremgarten    | Nino Farina        | Alfa Romeo    | Resoconto     |
| 1951        | Bremgarten    | Juan Manuel Fangio | Alfa Romeo    | Resoconto     |
| 1952        | Bremgarten    | Piero Taruffi      | Ferrari       | Resoconto     |
| 1953        | Bremgarten    | Alberto Ascari     | Ferrari       | Resoconto     |
| 1954        | Bremgarten    | Juan Manuel Fangio | Mercedes      | Resoconto     |
| 1955 – 1974 | Non disputato | Non disputato      | Non disputato | Non disputato |
| 1975        | Digione       | Clay Regazzoni     | Ferrari       | Resoconto     |
| 1976 – 1981 | Non disputato | Non disputato      | Non disputato | Non disputato |
| 1982        | Digione       | Keke Rosberg       | Williams-Ford | Resoconto     |

## Statistiche

### Vittorie per pilota
| Pos. | Pilota             | Vittorie |
| ---- | ------------------ | -------- |
| 1    | Juan Manuel Fangio | 2        |
| 2    | Nino Farina        | 1        |
| =    | Piero Taruffi      | 1        |
| =    | Alberto Ascari     | 1        |
| =    | Keke Rosberg       | 1        |

### Vittorie per costruttore
| Pos. | Costruttore | Vittorie |
| ---- | ----------- | -------- |
| 1    | Alfa Romeo  | 2        |
| =    | Ferrari     | 2        |
| 3    | Mercedes    | 1        |
| =    | Williams    | 1        |

### Vittorie per motore
| Pos. | Motore     | Vittorie |
| ---- | ---------- | -------- |
| 1    | Alfa Romeo | 2        |
| =    | Ferrari    | 2        |
| 3    | Mercedes   | 1        |
| =    | Ford       | 1        |

### Pole position per pilota
| Pos. | Pilota                | Pole |
| ---- | --------------------- | ---- |
| 1    | Juan Manuel Fangio    | 3    |
| 2    | Nino Farina           | 1    |
| 3    | José Froilán González | 1    |
| 4    | Alain Prost           | 1    |

### Pole position per costruttore
| Pos. | Costruttore | Pole |
| ---- | ----------- | ---- |
| 1    | Alfa Romeo  | 2    |
| =    | Ferrari     | 2    |
| 3    | Maserati    | 1    |
| =    | Renault     | 1    |

### Pole position per motore
| Pos. | Motore     | Pole |
| ---- | ---------- | ---- |
| 1    | Alfa Romeo | 2    |
| =    | Ferrari    | 2    |
| 3    | Maserati   | 1    |
| =    | Renault    | 1    |

### Giri veloci per pilota
| Pos. | Pilota             | GPV |
| ---- | ------------------ | --- |
| 1    | Juan Manuel Fangio | 2   |
| 2    | Nino Farina        | 1   |
| =    | Piero Taruffi      | 1   |
| =    | Alberto Ascari     | 1   |
| =    | Alain Prost        | 1   |

### Giri veloci per costruttore
| Pos. | Costruttore | GPV |
| ---- | ----------- | --- |
| 1    | Alfa Romeo  | 2   |
| =    | Ferrari     | 2   |
| 3    | Mercedes    | 1   |
| =    | Renault     | 1   |

### Giri veloci per motore
| Pos. | Motore     | GPV |
| ---- | ---------- | --- |
| 1    | Alfa Romeo | 2   |
| =    | Ferrari    | 2   |
| 3    | Mercedes   | 1   |
| =    | Renault    | 1   |

### Podi per pilota
| Pos. | Pilota                | Podi |
| ---- | --------------------- | ---- |
| 1    | Nino Farina           | 3    |
| 2    | Piero Taruffi         | 2    |
| =    | Juan Manuel Fangio    | 2    |
| 4    | Luigi Fagioli         | 1    |
| =    | Louis Rosier          | 1    |
| =    | Jean Behra            | 1    |
| =    | Rudi Fischer          | 1    |
| =    | Mike Hawthorn         | 1    |
| =    | Alberto Ascari        | 1    |
| =    | Hans Herrmann         | 1    |
| =    | José Froilán González | 1    |
| =    | Keke Rosberg          | 1    |
| =    | Niki Lauda            | 1    |
| =    | Alain Prost           | 1    |

### Podi per costruttore
| Pos. | Costruttore | Podi |
| ---- | ----------- | ---- |
| 1    | Ferrari     | 7    |
| 2    | Alfa Romeo  | 4    |
| 3    | Mercedes    | 3    |
| 4    | Talbot-Lago | 1    |
| =    | Gordini     | 1    |
| =    | McLaren     | 1    |
| =    | Renault     | 1    |
| =    | Williams    | 1    |

### Podi per motore
| Pos. | Motore     | Podi |
| ---- | ---------- | ---- |
| 1    | Ferrari    | 7    |
| 2    | Alfa Romeo | 4    |
| 3    | Mercedes   | 2    |
| =    | Ford       | 2    |
| 5    | Talbot     | 1    |
| =    | Gordini    | 1    |
| =    | Renault    | 1    |

### Punti per pilota
| Pos. | Pilota                | Punti |
| ---- | --------------------- | ----- |
| 1    | Juan Manuel Fangio    | 19,5  |
| 2    | Nino Farina           | 19    |
| 3    | Piero Taruffi         | 15    |
| 4    | Alberto Ascari        | 9     |
| =    | Keke Rosberg          | 9     |
| 6    | Luigi Fagioli         | 6     |
| =    | Rudi Fischer          | 6     |
| =    | José Froilán González | 6     |
| =    | Alain Prost           | 6     |
| 10   | Louis Rosier          | 4     |

### Punti per costruttore
| Pos. | Costruttore | Punti |
| ---- | ----------- | ----- |
| 1    | Ferrari     | 46    |
| 2    | Alfa Romeo  | 33    |
| 3    | Mercedes    | 13    |
| 4    | Maserati    | 11,5  |
| 5    | Williams    | 9     |
| 6    | Renault     | 6     |
| 7    | Brabham     | 5     |
| 8    | Talbot-Lago | 4     |
| =    | Gordini     | 4     |
| =    | McLaren     | 4     |

### Punti per motore
| Pos. | Motore     | Punti |
| ---- | ---------- | ----- |
| 1    | Ferrari    | 46    |
| 2    | Alfa Romeo | 33    |
| 3    | Ford       | 14    |
| 4    | Maserati   | 13,5  |
| 5    | Mercedes   | 13    |
| 6    | Renault    | 6     |
| 7    | Bristol    | 5     |
| =    | BMW        | 5     |
| 9    | Talbot     | 4     |
| =    | Gordini    | 4     |